# Дикиль (регион)
Дикиль (фр. Dikhil; араб. دخيل‎) — регион на юго-западе Джибути.
- Административный центр — город Дикиль.
- Площадь — 7 200 км², население — 88 948 человек (2009 год).

Регион на юге и на западе граничит с Эфиопией, на востоке с регионами Джибути Арта и Али-Сабих, на северо-востоке с регионом Таджура.